# Клеймиха (Тверская область)
Клеймиха — деревня в Бежецком районе Тверской области. Входит в состав Моркиногорского сельского поселения.

## География
Находится в восточной части Тверской области на расстоянии приблизительно 34 км по прямой на юго-запад от районного центра города Бежецк.

## История
Деревня была отмечена еще на карте Менде (состояние местности на 1848 год). В 1859 году здесь (деревня Бежецкого уезда Тверской губернии) было учтено 13 дворов, в 1978 — 12.

## Население
Численность населения: 95 человек (1859 год), 8 (русские 87 %) в 2002 году, 7 в 2010.